# Jaccob Slavin
Jaccob Slavin (Denver, Colorado, 1 de mayo de 1994), apodado Slavo, es un jugador profesional estadounidense de hockey sobre hielo que se desempeña en la posición de defensor izquierdo en Carolina Hurricanes, equipo de la National Hockey League (NHL).

## Carrera
Fue seleccionado en la cuarta ronda en la NHL Entry Draft de 2012. En 2015 hizo su debut profesional con el equipo Carolina Hurricanes, donde lleva jugando nueve temporadas.